# Eublepharidae
Eublepharidae са семейство влечуги от разред Люспести (Squamata).
То включва 6 рода геконообразни гущери с характерни подвижни очи, разпространени в Азия, Африка и Северна Америка. Те са екзотични домашни любимци.

## Родове
Семейство Eublepharidae
- Aeluroscalabotes – Котешки гекони
- Coleonyx – Ивичести гекони
- Eublepharis – Леопардови гекони
- Goniurosaurus
- Hemitheconyx
- Holodactylus